# Styriodes
Styriodes là một chi bướm ngày thuộc họ Bướm nâu.